# Caroline Amy Hutton
Caroline Amy Hutton (* 1861 in Neuseeland; † 6. Oktober 1931 in London) war eine britische Klassische Archäologin. Sie gehörte zur ersten Generation weiblicher britischer Wissenschaftlerinnen auf diesem Gebiet.

## Leben und Leistungen
Caroline Amy Hutton wurde als Tochter von Howard Hutton und Emma Kenrick in Neuseeland geboren. Die Familie ihrer Mutter war als Besitzer eines gut gehendes Eisengießereibetriebes in Denbighshire wohlhabend. Ihre Eltern ermöglichten Hutton die bestmögliche Ausbildung. Von 1879 bis 1883 besuchte sie das Girton College der Universität Cambridge, wo Eugénie Sellers und Katharine Jex-Blake zu ihren Mitstudentinnen gehörten. Im ersten Teil ihres Classical Tripos erhielt sie eine Dritte-Klasse-Wertung, für den zweiten Teil in der zweiten Division eine Zweite-Klasse-Bewertung. Da zu dieser Zeit Charles Waldstein zu den Lehrern gehörte, ist anzunehmen, dass sie dabei auch in einem gewissen Maße über antike Kunst gehört hatte. Da Frauen in Cambridge erst seit 1948 akademische Grade erwerben können, verließ sie die Universität nur mit dem Tripos-Examen als Äquivalent eines Abschlusses.
Nach dem Studium ging Hutton nach London, um dort wie auch Sellers und Jane Ellen Harrison als Privatlehrerin Archäologie zu lehren. Grundlage dafür war die Antikensammlung des British Museums, wo Alexander Stuart Murray und Cecil Harcourt Smith sie förderten. Zu dieser Zeit veröffentlichte sie ihre ersten Arbeiten im Journal of Hellenic Studies sowie der Classical Review, wobei sie, um ihr Geschlecht zu verschleiern, nur die Initialen ihrer Vornamen verwendete. Nach Sellers 1891 war Hutton 1896 die zweite Frau, die an der British School at Athens studieren durfte, wo zu dieser Zeit Harcourt Smith als Direktor fungierte. Da Frauen zu dieser Zeit noch nicht an den Ausgrabungen selbst teilnehmen durften, besuchte sie die archäologischen Stätten und Museen. Der Aufenthalt überzeugte sie vollends von ihrem Weg in den Altertumswissenschaften, doch zurückgekehrt nach England hatte sie nur wenige Karrieremöglichkeiten. Zu ihrem Glück war sie finanziell unabhängig, deshalb konnte sie auch nur schlecht bezahlte Positionen übernehmen. Einen Großteil ihrer Karriere arbeitete sie dann auch im Londoner Büro der British School at Athens und der Society for the Promotion of Hellenic Studies. Für die Hellenic Society war sie von 1891 bis 1899 und 1916 bis 1919 amtierende Bibliothekarin sowie von 1916 bis 1919 Sekretärin. Anschließend war sie bis zum Zeitpunkt ihres Todes Ehren-Sekretärin und zum Zeitpunkt ihres Todes auch Vizepräsidentin. Dem Organisationskomitee der British School at Athens gehörte sie von 1909 bis zu ihrem Tod an und war von 1911 bis 1920 die amtierende Sekretärin. Zwischen 1906 und 1926 fungierte sie als Mitherausgeberin des Annual of the Bristish School at Athens.
Hutton leistete insbesondere Arbeiten, die Frauen häufig tun: sie stellte ihr Selbst hinter die Sache und widmete sich der unterstützenden Arbeit Anderer, oft als Korrekturleserin oder Assistentin. Dennoch schaffte sie es daneben, auch selbst wichtige Arbeiten zu publizieren. Als wichtigste Arbeit gilt Greek Terracotta Statuettes aus dem Jahr 1899, in dem sie die Entwicklung der antiken griechischen figürlichen Koroplastik von der Archaik bis in den Hellenismus hinein verfolgte. Sie untersuchte nicht nur die stilistische Entwicklung, sondern verband die Ergebnisse, auch in Kombination mit den literarischen Quellen, zu einer Sozialgeschichte. Diese Arbeit, die einen bedeutenden Einfluss auf das Verständnis der antiken griechischen Gesellschaft hatte, blieb ihre einzige monografische Arbeit. Darüber hinaus verfasste sie nur meist eher kurze Artikel, die gleichwohl ihre großen Fähigkeiten als Forscherin zeigten. Später wuchs ihr Interesse an der Geschichte der Sammlungen antiker Kunst. Mit Harcourt-Smith publizierte sie die Sammlung von Wynham Francis Cook, wobei sie die Gemmen bearbeitete und die editorischen Arbeiten leistete. Für die Publikation der Sammlung von Lord Leconfield in Petworth House besorgte sie Vorarbeiten. Als Autorin wurde dort nur Margaret Wyndham genannt, die im Vorwort jedoch die Bedeutung Huttons für das Zustandekommen der Arbeit hervorhob.
Aus Anlass von Huttons Tod veröffentlichte sogar die The Times einen Nachruf. Ihr Haus wurde zum Zeitpunkt ihres Todes auf einen für diese Zeit sehr hohen Wert von 12.000 £ taxiert. Dem British Museum hatte sie schon zu Lebzeiten Geld gestiftet, damit dieses Galvanoplastiken von mykenischen Edelmetallobjekten wie dem Nestorbecher oder der Maske des Agamemnon erwerben konnte. Zudem schenkte sie dem Museum 1899 eine Terrakotta-Figur des Attis.

## Publikationen (Auswahl)
- Greek Terracotta Statuettes. London und New York 1899 (Digitalisat).
- mit Cecil Harcourt Smith: Catalogue of the antiquities (Greek, Etruscan and Roman) in the collection of the late Wyndham Francis Cook. London 1908 (Digitalisat).